# Claire et les vieux
Claire et les vieux est une série web québécoise. 
Elle est inspirée de faits vécus et raconte l’histoire d’une jeune fille amenée à vivre avec sa grand-mère dans une résidence pour personnes âgées, où elle marque les esprits,.
Diffusée sur la plateforme d'Unis TV, elle est également programmée pour l'hiver 2021 sur Ici Tou.tv .

## Synopsis
Claire est une jeune fille de 9 ans élevée par une mère aux prises avec des problèmes de toxicomanie. Prise en charge par les services sociaux, plus spécifiquement son travailleur social Greg, elle habitera temporairement à la résidence de sa grand-mère Pauline, la seule famille qu’il lui reste. Peu à peu, Claire développe un lien spécial avec celle-ci. Elle devient également l’amie de plusieurs aînés.

## Épisodes
1. L'arrivée : Claire doit appeler les secours pour sa mère toxicomane. Celle-ci ne peut plus en prendre soin et elle doit aller vivre temporairement dans la résidence de sa grand-mère Pauline. Claire rencontre les résidents.
2. La salade de fruits : Après quelques jours dans sa nouvelle demeure, Claire en a charmé plus d’un. Alors que Pauline est partie visiter son mari au CHSLD, Claire décide de quitter l’appartement en douce.
3. La fête : C'est l’anniversaire de Claire et on lui prépare une surprise pour l’occasion.
4. Le cadeau volé : Claire essaie de changer les idées de sa grand-mère, ce qui ne se passe pas comme prévu. Elles reçoivent aussi la visite troublante de la mère de Claire.
5. La chanteuse pop : Une mauvaise nouvelle vient ternir la journée.
6. Les au revoir : Claire invite une amie à venir la visiter à la résidence et tout se passe bien, mais une visite de Greg, son travailleur social, vient tout chambouler. Il lui annonce qu’une nouvelle famille l’attend.

## Fiche technique
- Idée originale : Edith Morin
- Scénariste : Sarah Pellerin
- Réalisateur : Charles Grenier
- Producteur : Patrick Bilodeau

## Distribution
- Irlande Côté
- Muriel Dutil
- Raymond Cloutier
- Reda Guerinik
- Dominique Quesnel
- Robert Lalonde
- Réjean Lefrançois
- Marie Eykel
- Béatrice Picard
- Catherine Renaud
- Céline Cossette
- Maya Ducharme
- Émilie Massé
- Véronique Hamel
- Jeff Lemay
- Cindy Jobin
- Alexia Pépin
- Maëly Heppell
- Jeanne Madore
- Mme Vincent
- Marcel Houle

## Accueil

### Contexte social
Presque entièrement tournée dans des résidences pour personnes âgées, avant la pandémie de COVID 19, la série a pris une signification différente à la suite de la crise des CHSLD. Elle met de l'avant des préoccupations quant à la place que les sociétés réservent aux personnes âgées et porte un témoignage à l'amitié intergénérationnelle,,. 
La série a permis de faire travailler une panoplie d’acteurs et d'actrices du troisième âge, alors qu’il y a généralement peu d’aînés représentés à l'écran. 
L’intention initiale avec la série était d'offrir un hommage aux personnes âgées, et en particulier celles qui vivent en résidence: « On a voulu montrer les histoires d’amour qu’il y a dans les résidences, l’affection qu’ont les grands-parents pour leurs petits-enfants, les difficultés psychologiques et financières que les personnes âgées connaissent, dit Charles Grenier. Ce sont des choses dont on parle moins à la télé et au cinéma. »

### Nominations
Sélection officielle dans la catégorie meilleure série courte aux Canneseries 2020